# Kto napisze naszą historię
Kto napisze naszą historię (tyt. oryg. Who Will Write Our History) – polsko-amerykański fabularyzowany film dokumentalny z 2018 roku w reżyserii i według scenariusza Roberty Grossman, na podstawie książki Samuela Kassowa Who Will Write Our History. Emanuel Ringelblum and the Oyneg Shabes Archive (2007)

## Produkcja
Za produkcję filmu odpowiadała Roberty Grossman i Katahdin Productions, producentkami wykonawczymi były Nancy Spielberg, Anna Różalska, a koproducentem i producentem wykonawczym Tarik Hachoud. Za koprodukcję odpowiadały: Match&Spark, ARTE/NDR, EC1 Łódź – Miasto Kultury, Warszawski Mazowiecki Fundusz Filmowy. Film był współfinansowany przez Polski Instytut Sztuki Filmowej.
Zdjęcia do filmu realizowano w maju 2016. Zdjęcia do filmu kręcono w Łodzi (ul. Nawrot, ul. Wólczańska i ul. Włókiennicza), Warszawie i Wolsztynie. Światowa premiera filmu odbyła się 21 lipca 2018 San Francisco Jewish Film Festival, europejska – 16 października 2018 podczas 6. Międzynarodowym Festiwalu Filmowym w Rzymie, natomiast polska premiera – 12 listopada 2018 podczas Warszawskiego Festiwalu Filmów o Tematyce Żydowskiej.
27 stycznia 2019 w Międzynarodowy Dzień Pamięci o Ofiarach Holokaustu odbył się światowy pokaz filmu. Odbył się on tego samego dnia w 250 lokalizacjach na całym świecie. Centralne uroczystości tego dnia odbyły się w siedzibie UNESCO w Paryżu, gromadząc około 1500 dyplomatów. Pokazowi towarzyszyła dyskusja z udziałem: dyrektor generalnej UNESCO – Audrey Azoulay, prezydenta Memorial de la Shoah, Erica de Rothschilda, koproducentki filmu Nancy Spielberg, reżyserki Roberty Grossman oraz pisarza, Samuela Kassowa i moderowana przez Stephena D. Smitha, prezesa USC Shoah Foundation USC Shoah Foundation i przedstawiciela UNESCO do spraw edukacji o ludobójstwie.
Ponadto pokazy odbyły się jednocześnie w siedzibach organizacji międzynarodowych, ośrodkach kulturalnych i naukowych, muzeach, kinach, teatrach oraz synagogach, m.in. w: Muzeum Auschwitz-Birkenau, Muzeum Historii Żydów Polskich Polin, w Łodzi, w siedzibie Żydowskiego Instytutu Historycznego, a także w Belgii, Niemczech, Włoszech, Wielkiej Brytanii, Izraelu (w Jerozolimie, Tel Awiwie i Hajfie), Stanach Zjednoczonych (m.in. w United States Holocaust Memorial Museum, Muzeum Tolerancji w Los Angeles), Kanadzie, Australii oraz w centrach informacji ONZ w Białorusi, Brazylii, Kamerunie, Kolumbii, Demokratycznej Republice Konga, Madagaskarze, Birmie, Namibii, Nepalu, Nigerii, Paragwaju, Tanzanii, Togo i Trynidadzie i Tobago. Pokazy te zostały objęte patronatem USC Shoah Foundation Stevena Spielberga oraz Światowego Kongresu Żydów.

## Fabuła
Jest to fabularyzowany film dokumentalny. Opowiada historię i losy podziemnego archiwum getta warszawskiego, działającego podczas II wojny światowej, prowadzonego przez grupę Oneg Szabat, tzw. Archiwum Ringelbluma. Inscenizowane wydarzenia przedstawiające działania Oneg Szabat, przeplatane są ze współczesnymi wywiadami, z historykami: Janem Grabowskim i Samuelem Kassowem, badaczką jidysz Karoliną Szymaniak, badaczem literatury, Davidem Roskisem i muzealniczką, Barbarą Kirshenblatt-Gimblett.

## Obsada aktorska
- Piotr Głowacki – Emanuel Ringelblum
- Jowita Budnik – Rachela Auerbach
- Piotr Jankowski – Hersz Wasser
- Wojciech Zieliński – Abraham Lewin
- Karolina Gruszka – Judyta Ringelblum, żona Emanuela
- Bartłomiej Kotschedoff – Lejb Goldin
- Gera Sandler(inne języki) – rabin Szymon Huberband
- Andrew Bering – Izrael Lichtenstein
- Marta Ormaniec – Luba Lewin, żona Abrahama
- Julia Lewenfisz-Górka – Ora Lewin
- Bruno Rajski – Ori Ringelblum w młodości
- Michał Morawski – Ori Ringelblum starszy
- Dorota Liliental – Halina
- Hanna Kossowska – Gutchie
- Michał Klawiter(inne języki) – młody mężczyzna w radio
- Lena Schimscheiner – matka operowanego chłopca[1]

## Obsada lektorska
- Adrien Brody – Emanuel Ringelblum
- Joan Allan – Rachela Auerbach[2]
- Charlie Hofheimer – Abraham Lewin
- Peter Cambor – Hersz Wasser[5]

## Nagrody
| Rok  | Nagroda                                          | Kategoria                                          | Wynik   |
| ---- | ------------------------------------------------ | -------------------------------------------------- | ------- |
| 2018 | San Francisco Jewish Film Festival               | Nagroda publiczności                               | Nagroda |
| 2018 | Warszawski Festiwal Filmów o Tematyce Żydowskiej | Kamera Dawida                                      | Nagroda |
| 2018 | Jewish International Film Festival               | Nagroda publiczności w kategorii film dokumentalny | Nagroda |
| 2018 | Twin Cities Film Festival                        | Najlepszy film dokumentalny                        | Nagroda |